# Chelonus magnifissuralis
Chelonus magnifissuralis is een insect dat behoort tot de orde vliesvleugeligen (Hymenoptera) en de familie van de schildwespen (Braconidae). De wetenschappelijke naam van de soort werd voor het eerst geldig gepubliceerd door Abdinbekova in 1971.